# Patellapis kristenseni
Patellapis kristenseni är en biart som först beskrevs av Heinrich Friese 1915.  Patellapis kristenseni ingår i släktet Patellapis och familjen vägbin. Inga underarter finns listade i Catalogue of Life.